# Ardisia montana
Ardisia montana är en viveväxtart som beskrevs av Sieb. och Friedrich Anton Wilhelm Miquel. Ardisia montana ingår i släktet Ardisia och familjen viveväxter. Utöver nominatformen finns också underarten A. m. selangorensis.